# НБА в сезоні 2020–2021
Сезон НБА 2020–2021 був 75-им сезоном в Національній баскетбольній асоціації. Через обмеження, пов'язані з  коронавірусною хворобою у США, регулярний сезон було скорочено до 72 матчів для кожної команди, перші з яких відбулися 22 грудня 2020 року. Раунд плей-оф, в якому традіційно брали участь 16 команд, відбувався з 22 травня по 20 липня 2021 року. З огляду на обмеження, пов'язані з перетином державного кордону під час епідемії COVID-19, єдиний представник Канади «Торонто Репторз» проводив свої домашні ігри сезону у Тампі, штат Флорида.
Переможцями сезону стали «Мілвокі Бакс», які здолали у фінальній серії «Фінікс Санз».

## Регламент змагання
Участь у сезоні брали 30 команд, розподілених між двома конференціями — Східною і Західною, кожна з яких у свою чергу складалася з трьох дивізіонів.
Оскільки попередній сезон через спалах коронавірусної хвороби у США затягнувся до жовтня 2020 року, розпочати наступний сезон традиційно у другій половині жовтня було неможливо. Розглядалися варіанти його старту від початку грудня, до середини січня. Врешті-решт було вирішено розпочати регулярний сезон 22 грудня 2020 року, при цьому скоротивши його із традиційних 82 ігор для кожної команди до 72 ігор — проводилося по три гри проти команд своєї конференції та по дві гри проти решти команд НБА.
До раунду плей-оф напряму виходили по шість найкращих команд кожної з конференцій. Ще по два учасники плей-оф від кожної конференції визначалися за результатами раунду плей-ін, учасниками якого ставали команди, що посіли місця із 7 по 10. Плей-оф відбувався за олімпійською системою, за якою найкраща команда кожної конференції починала боротьбу проти команди, яка посіла восьме місце у тій же конференції, друга команда конференції — із сьомою, і так далі. В усіх раундах плей-оф переможець кожної пари визначався в серії ігор, яка тривала до чотирьох перемог однієї з команд.
Чемпіони кожної з конференцій, що визначалися на стадії плей-оф, для визначення чемпіона НБА зустрічалися між собою у Фіналі, що складався із серії ігор до чотирьох перемог.

## Регулярний сезон
Регулярний сезон тривав з 22 грудня 2020 по 16 травня 2021 року. Найкращий результат по його завершенні мали «Юта Джаз», які здобули 52 перемоги при 20 поразках.

### Підсумкові таблиці за дивізіонами
| Атлантичний дивізіон              | В  | П  | %П   | Відст | Дом   | Гост  | Див  | І  |
| --------------------------------- | -- | -- | ---- | ----- | ----- | ----- | ---- | -- |
| c − «Філадельфія Севенті-Сіксерс» | 49 | 23 | .681 | 0.0   | 29–7  | 20–16 | 10–2 | 72 |
| x – «Бруклін Нетс»                | 48 | 24 | .667 | 1.0   | 28–8  | 20–16 | 8–4  | 72 |
| x – «Нью-Йорк Нікс»               | 41 | 31 | .569 | 8.0   | 25–11 | 16–20 | 4–8  | 72 |
| x – «Бостон Селтікс»              | 36 | 36 | .500 | 13.0  | 21–15 | 15–21 | 4–8  | 72 |
| «Торонто Репторз»                 | 27 | 45 | .375 | 22.0  | 16–20 | 11–25 | 4–8  | 72 |

| Південно-Східний дивізіон | В  | П  | %П   | Відст | Дом   | Гост  | Див | І  |
| ------------------------- | -- | -- | ---- | ----- | ----- | ----- | --- | -- |
| y – «Атланта Гокс»        | 41 | 31 | .569 | 0.0   | 25–11 | 16–20 | 9–3 | 72 |
| x – «Маямі Гіт»           | 40 | 32 | .556 | 1.0   | 21–15 | 19–17 | 6–6 | 72 |
| x – «Вашингтон Візардс»   | 34 | 38 | .472 | 7.0   | 19–17 | 15–21 | 3–9 | 72 |
| «Шарлотт Горнетс»         | 33 | 39 | .458 | 8.0   | 18–19 | 15–20 | 8–4 | 72 |
| «Орландо Меджик»          | 21 | 51 | .292 | 20.0  | 11–25 | 10–26 | 4–8 | 72 |

| Центральний дивізіон | В  | П  | %П   | Відст | Дом   | Гост  | Див  | І  |
| -------------------- | -- | -- | ---- | ----- | ----- | ----- | ---- | -- |
| y – «Мілвокі Бакс»   | 46 | 26 | .639 | 0.0   | 26–10 | 20–16 | 11–1 | 72 |
| «Індіана Пейсерз»    | 34 | 38 | .472 | 12.0  | 13–23 | 21–15 | 7–5  | 72 |
| «Чикаго Буллз»       | 31 | 41 | .431 | 15.0  | 15–21 | 16–20 | 7–5  | 72 |
| «Клівленд Кавальєрс» | 22 | 50 | .306 | 24.0  | 13–23 | 9–27  | 4–8  | 72 |
| «Детройт Пістонс»    | 20 | 52 | .278 | 26.0  | 13–23 | 7–29  | 1–11 | 72 |

| Південно-Західний дивізіон | В  | П  | %П   | Відст | Дом   | Гост  | Див | І  |
| -------------------------- | -- | -- | ---- | ----- | ----- | ----- | --- | -- |
| y – «Даллас Маверікс»      | 42 | 30 | .583 | 0.0   | 21–15 | 21–15 | 7–5 | 72 |
| x – «Мемфіс Ґріззліс»      | 38 | 34 | .528 | 4.0   | 18–18 | 20–16 | 6–6 | 72 |
| «Сан-Антоніо Сперс»        | 33 | 39 | .458 | 9.0   | 14–22 | 19–17 | 6–6 | 72 |
| «Нью-Орлінс Пеліканс»      | 31 | 41 | .431 | 11.0  | 18–18 | 13–23 | 6–6 | 72 |
| «Х'юстон Рокетс»           | 17 | 55 | .236 | 25.0  | 9–27  | 8–28  | 5–7 | 72 |

| Північно-Західний дивізіон    | В  | П  | %П   | Відст | Дом   | Гост  | Див | І  |
| ----------------------------- | -- | -- | ---- | ----- | ----- | ----- | --- | -- |
| z – «Юта Джаз»                | 52 | 20 | .722 | 0.0   | 31–5  | 21–15 | 7–5 | 72 |
| x – «Денвер Наггетс»          | 47 | 25 | .653 | 5.0   | 25–11 | 22–14 | 9–3 | 72 |
| x – «Портленд Трейл-Блейзерс» | 42 | 30 | .583 | 10.0  | 20–16 | 22–14 | 6–6 | 72 |
| «Міннесота Тімбервулвз»       | 23 | 49 | .319 | 29.0  | 13–23 | 10–26 | 5–7 | 72 |
| «Оклахома-Сіті Тандер»        | 22 | 50 | .306 | 30.0  | 10–26 | 12–24 | 3–9 | 72 |

| Тихоокеанський дивізіон     | В  | П  | %П   | Відст | Дом   | Гост  | Див | І  |
| --------------------------- | -- | -- | ---- | ----- | ----- | ----- | --- | -- |
| y – «Фінікс Санз»           | 51 | 21 | .708 | 0.0   | 27–9  | 24–12 | 7–5 | 72 |
| x – «Лос-Анджелес Кліпперс» | 47 | 25 | .653 | 4.0   | 26–10 | 21–15 | 9–3 | 72 |
| x – «Лос-Анджелес Лейкерс»  | 42 | 30 | .583 | 9.0   | 21–15 | 21–15 | 4–8 | 72 |
| «Голден-Стейт Ворріорс»     | 39 | 33 | .542 | 12.0  | 25–11 | 14–22 | 5–7 | 72 |
| «Сакраменто Кінґс»          | 31 | 41 | .431 | 20.0  | 16–20 | 15–21 | 5–7 | 72 |

### Підсумкові таблиці за конференціями
| Східна конференція | Східна конференція                  | Східна конференція | Східна конференція | Східна конференція | Східна конференція | Східна конференція |
| #                  | Команда                             | В                  | П                  | %П                 | Відст              | І                  |
| ------------------ | ----------------------------------- | ------------------ | ------------------ | ------------------ | ------------------ | ------------------ |
| 1                  | c − «Філадельфія Севенті-Сіксерс» * | 49                 | 23                 | .681               | –                  | 72                 |
| 2                  | x – «Бруклін Нетс»                  | 48                 | 24                 | .667               | 1.0                | 72                 |
| 3                  | y – «Мілвокі Бакс» *                | 46                 | 26                 | .639               | 3.0                | 72                 |
| 4                  | x – «Нью-Йорк Нікс»                 | 41                 | 31                 | .569               | 8.0                | 72                 |
| 5                  | y – «Атланта Гокс» *                | 41                 | 31                 | .569               | 8.0                | 72                 |
| 6                  | x – «Маямі Гіт»                     | 40                 | 32                 | .556               | 9.0                | 72                 |
| 7                  | x – «Бостон Селтікс»                | 36                 | 36                 | .500               | 13.0               | 72                 |
| 8                  | x – «Вашингтон Візардс»             | 34                 | 38                 | .472               | 15.0               | 72                 |
|                    |                                     |                    |                    |                    |                    |                    |
| 9                  | «Індіана Пейсерз»                   | 34                 | 38                 | .472               | 15.0               | 72                 |
| 10                 | «Шарлотт Горнетс»                   | 33                 | 39                 | .458               | 16.0               | 72                 |
| 11                 | «Чикаго Буллз»                      | 31                 | 41                 | .431               | 18.0               | 72                 |
| 12                 | «Торонто Репторз»                   | 27                 | 45                 | .375               | 22.0               | 72                 |
| 13                 | «Клівленд Кавальєрс»                | 22                 | 50                 | .306               | 27.0               | 72                 |
| 14                 | «Орландо Меджик»                    | 21                 | 51                 | .292               | 28.0               | 72                 |
| 15                 | «Детройт Пістонс»                   | 20                 | 52                 | .278               | 29.0               | 72                 |

| Західна конференція | Західна конференція           | Західна конференція | Західна конференція | Західна конференція | Західна конференція | Західна конференція |
| #                   | Команда                       | В                   | П                   | %П                  | Відст               | І                   |
| ------------------- | ----------------------------- | ------------------- | ------------------- | ------------------- | ------------------- | ------------------- |
| 1                   | z – «Юта Джаз» *              | 52                  | 20                  | .722                | –                   | 72                  |
| 2                   | y – «Фінікс Санз» *           | 51                  | 21                  | .708                | 1.0                 | 72                  |
| 3                   | x – «Денвер Наггетс»          | 47                  | 25                  | .653                | 5.0                 | 72                  |
| 4                   | x – «Лос-Анджелес Кліпперс»   | 47                  | 25                  | .653                | 5.0                 | 72                  |
| 5                   | y – «Даллас Маверікс» *       | 42                  | 30                  | .583                | 10.0                | 72                  |
| 6                   | x – «Портленд Трейл-Блейзерс» | 42                  | 30                  | .583                | 10.0                | 72                  |
| 7                   | x – «Лос-Анджелес Лейкерс»    | 42                  | 30                  | .583                | 10.0                | 72                  |
| 8                   | x – «Мемфіс Ґріззліс»         | 38                  | 34                  | .528                | 14.0                | 72                  |
|                     |                               |                     |                     |                     |                     |                     |
| 9                   | «Голден-Стейт Ворріорс»       | 39                  | 33                  | .542                | 13.0                | 72                  |
| 10                  | «Сан-Антоніо Сперс»           | 33                  | 39                  | .458                | 19.0                | 72                  |
| 11                  | «Нью-Орлінс Пеліканс»         | 31                  | 41                  | .431                | 21.0                | 72                  |
| 12                  | «Сакраменто Кінґс»            | 31                  | 41                  | .431                | 21.0                | 72                  |
| 13                  | «Міннесота Тімбервулвз»       | 23                  | 49                  | .319                | 29.0                | 72                  |
| 14                  | «Оклахома-Сіті Тандер»        | 22                  | 50                  | .306                | 30.0                | 72                  |
| 15                  | «Х'юстон Рокетс»              | 17                  | 55                  | .236                | 35.0                | 72                  |

Легенда:
- z – Найкраща команда регулярного сезону НБА
- c – Найкраща команда конференції
- y – Переможець дивізіону
- x – Учасник плей-оф

## Плей-ін
У раунді плей-ін команди, що посіли із 7 по 10 місця у своїх конференціях за результатами регулярного чемпіонату, визначали між собою по два учасники плей-оф від кожної конференції. Турнір проводився з 18 по 21 травня. Команда, що посіла 7-ме місце у регулярному чемпіонаті, приймала команду, що фінішувала восьмою. Переможець цієї гри забезпечував собі участь у плей-оф як сьома команда конференції. Дев'ята команда регулярного чемпіонату приймала десяту у грі, в якій визначався учасник матчу, в якому розігрувалося восьме місце у плей-оф. Цей матч проводився проти команди, яка поступилася у грі сьомої і восьмої команд регулярної першості.

### Плей-ін Східної конференції
|  | Ігри плей-ін | Ігри плей-ін        | Ігри плей-ін      |     |  | Гра за 8 місце | Гра за 8 місце      | Гра за 8 місце |  |   | Місця у плей-оф     | Місця у плей-оф  | Місця у плей-оф |
|  |              |                     |                   |     |  |                |                     |                |  |   |                     |                  |                 |
|  | 7            | «Бостон Селтікс»    | 118               |     |  |                |                     |                |  |   |                     |                  |                 |
|  | 8            | «Вашингтон Візардс» | 100               |     |  |                |                     |                |  |   | 7                   | «Бостон Селтікс» | 7-ме місце      |
|  |              |                     |                   |     |  | 8              | «Вашингтон Візардс» | 142            |  | 8 | «Вашингтон Візардс» | 8-ме місце       |                 |
|  |              | 9                   | «Індіана Пейсерз» | 115 |  |                |                     |                |  |   |                     |                  |                 |
|  | 9            | «Індіана Пейсерз»   | 144               |     |  |                |                     |                |  |   |                     |                  |                 |
|  | 10           | «Шарлотт Горнетс»   | 117               |     |  |                |                     |                |  |   |                     |                  |                 |

Переможці ігор

Господарі гри

### Плей-ін Західної конференції
|  | Ігри плей-ін | Ігри плей-ін            | Ігри плей-ін      |      |  | Гра за 8 місце | Гра за 8 місце          | Гра за 8 місце |  |   | Місця у плей-оф   | Місця у плей-оф        | Місця у плей-оф |
|  |              |                         |                   |      |  |                |                         |                |  |   |                   |                        |                 |
|  | 7            | «Лос-Анджелес Лейкерс»  | 103               |      |  |                |                         |                |  |   |                   |                        |                 |
|  | 8            | «Голден-Стейт Ворріорс» | 100               |      |  |                |                         |                |  |   | 7                 | «Лос-Анджелес Лейкерс» | 7-ме місце      |
|  |              |                         |                   |      |  | 8              | «Голден-Стейт Ворріорс» | 112            |  | 9 | «Мемфіс Ґріззліс» | 8-ме місце             |                 |
|  |              | 9                       | «Мемфіс Ґріззліс» | 117* |  |                |                         |                |  |   |                   |                        |                 |
|  | 9            | «Мемфіс Ґріззліс»       | 100               |      |  |                |                         |                |  |   |                   |                        |                 |
|  | 10           | «Сан-Антоніо Сперс»     | 96                |      |  |                |                         |                |  |   |                   |                        |                 |

Переможці ігор

Господарі гри

## Плей-оф
Переможці пар плей-оф позначені жирним. Цифри перед назвою команди відповідають її позиції у підсумковій турнірній таблиці регулярного сезону конференції. Цифри після назви команди відповідають кількості її перемог у відповідному раунді плей-оф. Курсивом позначені команди, які мали перевагу власного майданчику (принаймні потенційно могли провести більшість ігор серії вдома).
|  | Перший раунд        | Перший раунд                   | Перший раунд            |   |                         | Півфінали конференції          | Півфінали конференції | Півфінали конференції |  |    | Фінали конференції      | Фінали конференції | Фінали конференції |  |    | Фінал НБА       | Фінал НБА | Фінал НБА |
|  |                     |                                |                         |   |                         |                                |                       |                       |  |    |                         |                    |                    |  |    |                 |           |           |
|  | E1                  | «Філадельфія Севенті-Сіксерс»* | 4                       |   |                         |                                |                       |                       |  |    |                         |                    |                    |  |    |                 |           |           |
|  | E8                  | «Вашингтон»                    | 1                       |   |                         |                                |                       |                       |  |    |                         |                    |                    |  |    |                 |           |           |
|  | E8                  | «Вашингтон»                    | 1                       |   | E1                      | «Філадельфія Севенті-Сіксерс»* | 3                     |                       |  |    |                         |                    |                    |  |    |                 |           |           |
|  |                     |                                |                         |   | E1                      | «Філадельфія Севенті-Сіксерс»* | 3                     |                       |  |    |                         |                    |                    |  |    |                 |           |           |
|  |                     | E5                             | «Атланта Гокс»*         | 4 |                         |                                |                       |                       |  |    |                         |                    |                    |  |    |                 |           |           |
|  | E4                  | E5                             | «Атланта Гокс»*         | 4 | «Нью-Йорк Нікс»         | 1                              |                       |                       |  |    |                         |                    |                    |  |    |                 |           |           |
|  | E4                  |                                |                         |   | «Нью-Йорк Нікс»         | 1                              |                       |                       |  |    |                         |                    |                    |  |    |                 |           |           |
|  | E5                  | «Атланта Гокс»*                | 4                       |   |                         |                                |                       |                       |  |    |                         |                    |                    |  |    |                 |           |           |
|  | E5                  | «Атланта Гокс»*                | 4                       |   |                         |                                |                       |                       |  | E5 | «Атланта Гокс»*         | 2                  |                    |  |    |                 |           |           |
|  | Східна конференція  |                                |                         |   |                         |                                |                       |                       |  | E5 | «Атланта Гокс»*         | 2                  |                    |  |    |                 |           |           |
|  |                     | E3                             | «Мілвокі Бакс»*         | 4 |                         |                                |                       |                       |  |    |                         |                    |                    |  |    |                 |           |           |
|  | E3                  | E3                             | «Мілвокі Бакс»*         | 4 | «Мілвокі Бакс»*         | 4                              |                       |                       |  |    |                         |                    |                    |  |    |                 |           |           |
|  | E3                  |                                |                         |   | «Мілвокі Бакс»*         | 4                              |                       |                       |  |    |                         |                    |                    |  |    |                 |           |           |
|  | E6                  | «Маямі Гіт»                    | 0                       |   |                         |                                |                       |                       |  |    |                         |                    |                    |  |    |                 |           |           |
|  | E6                  | «Маямі Гіт»                    | 0                       |   | E3                      | «Мілвокі Бакс»*                | 4                     |                       |  |    |                         |                    |                    |  |    |                 |           |           |
|  |                     |                                |                         |   | E3                      | «Мілвокі Бакс»*                | 4                     |                       |  |    |                         |                    |                    |  |    |                 |           |           |
|  |                     | E2                             | «Бруклін Нетс»          | 3 |                         |                                |                       |                       |  |    |                         |                    |                    |  |    |                 |           |           |
|  | E2                  | E2                             | «Бруклін Нетс»          | 3 | «Бруклін Нетс»          | 4                              |                       |                       |  |    |                         |                    |                    |  |    |                 |           |           |
|  | E2                  |                                |                         |   | «Бруклін Нетс»          | 4                              |                       |                       |  |    |                         |                    |                    |  |    |                 |           |           |
|  | E7                  | «Бостон Селтікс»               | 1                       |   |                         |                                |                       |                       |  |    |                         |                    |                    |  |    |                 |           |           |
|  | E7                  | «Бостон Селтікс»               | 1                       |   |                         |                                |                       |                       |  |    |                         |                    |                    |  | E3 | «Мілвокі Бакс»* | 4         |           |
|  |                     |                                |                         |   |                         |                                |                       |                       |  |    |                         |                    |                    |  | E3 | «Мілвокі Бакс»* | 4         |           |
|  |                     | W2                             | «Фінікс Санз»*          | 2 |                         |                                |                       |                       |  |    |                         |                    |                    |  |    |                 |           |           |
|  | W1                  | W2                             | «Фінікс Санз»*          | 2 | «Юта Джаз»*             | 4                              |                       |                       |  |    |                         |                    |                    |  |    |                 |           |           |
|  | W1                  |                                |                         |   | «Юта Джаз»*             | 4                              |                       |                       |  |    |                         |                    |                    |  |    |                 |           |           |
|  | W8                  | «Мемфіс Ґріззліс»              | 1                       |   |                         |                                |                       |                       |  |    |                         |                    |                    |  |    |                 |           |           |
|  | W8                  | «Мемфіс Ґріззліс»              | 1                       |   | W1                      | «Юта Джаз»*                    | 2                     |                       |  |    |                         |                    |                    |  |    |                 |           |           |
|  |                     |                                |                         |   | W1                      | «Юта Джаз»*                    | 2                     |                       |  |    |                         |                    |                    |  |    |                 |           |           |
|  |                     | W4                             | «Лос-Анджелес Кліпперс» | 4 |                         |                                |                       |                       |  |    |                         |                    |                    |  |    |                 |           |           |
|  | W4                  | W4                             | «Лос-Анджелес Кліпперс» | 4 | «Лос-Анджелес Кліпперс» | 4                              |                       |                       |  |    |                         |                    |                    |  |    |                 |           |           |
|  | W4                  |                                |                         |   | «Лос-Анджелес Кліпперс» | 4                              |                       |                       |  |    |                         |                    |                    |  |    |                 |           |           |
|  | W5                  | «Даллас Маверікс»*             | 3                       |   |                         |                                |                       |                       |  |    |                         |                    |                    |  |    |                 |           |           |
|  | W5                  | «Даллас Маверікс»*             | 3                       |   |                         |                                |                       |                       |  | W4 | «Лос-Анджелес Кліпперс» | 2                  |                    |  |    |                 |           |           |
|  | Західна конференція |                                |                         |   |                         |                                |                       |                       |  | W4 | «Лос-Анджелес Кліпперс» | 2                  |                    |  |    |                 |           |           |
|  |                     | W2                             | «Фінікс Санз»*          | 4 |                         |                                |                       |                       |  |    |                         |                    |                    |  |    |                 |           |           |
|  | W3                  | W2                             | «Фінікс Санз»*          | 4 | «Денвер Наггетс»        | 4                              |                       |                       |  |    |                         |                    |                    |  |    |                 |           |           |
|  | W3                  |                                |                         |   | «Денвер Наггетс»        | 4                              |                       |                       |  |    |                         |                    |                    |  |    |                 |           |           |
|  | W6                  | «Портленд Трейл-Блейзерс»      | 2                       |   |                         |                                |                       |                       |  |    |                         |                    |                    |  |    |                 |           |           |
|  | W6                  | «Портленд Трейл-Блейзерс»      | 2                       |   | W3                      | «Денвер Наггетс»               | 0                     |                       |  |    |                         |                    |                    |  |    |                 |           |           |
|  |                     |                                |                         |   | W3                      | «Денвер Наггетс»               | 0                     |                       |  |    |                         |                    |                    |  |    |                 |           |           |
|  |                     | W2                             | «Фінікс Санз»*          | 4 |                         |                                |                       |                       |  |    |                         |                    |                    |  |    |                 |           |           |
|  | W2                  | W2                             | «Фінікс Санз»*          | 4 | «Фінікс Санз»*          | 4                              |                       |                       |  |    |                         |                    |                    |  |    |                 |           |           |
|  | W2                  |                                |                         |   | «Фінікс Санз»*          | 4                              |                       |                       |  |    |                         |                    |                    |  |    |                 |           |           |
|  | W7                  | «Лос-Анджелес Лейкерс»         | 2                       |   |                         |                                |                       |                       |  |    |                         |                    |                    |  |    |                 |           |           |

* — переможці дивізіонів.

## Статистика

### Лідери за індивідуальними статистичними показниками
| Показник                    | Гравець           | Команда(и)              | Результат |
| --------------------------- | ----------------- | ----------------------- | --------- |
| Очки за гру                 | Стефен Каррі      | «Голден-Стейт Ворріорс» | 32.0      |
| Підбирання за гру           | Клінт Капела      | «Атланта Гокс»          | 14.3      |
| Передачі за гру             | Рассел Вестбрук   | «Вашингтон Візардс»     | 11.7      |
| Перехоплення за гру         | Джиммі Батлер     | «Маямі Гіт»             | 2.1       |
| Блокування за гру           | Майлс Тернер      | «Індіана Пейсерз»       | 3.4       |
| Втрати за гру               | Рассел Вестбрук   | «Вашингтон Візардс»     | 4.8       |
| Порушення правил за гру     | Карл-Ентоні Таунс | «Міннесота Тімбервулвз» | 3.7       |
| Хвилини за гру              | Джуліус Рендл     | «Нью-Йорк Нікс»         | 37.6      |
| % влучань з гри             | Руді Гобер        | «Юта Джаз»              | 67.4%     |
| % влучань штрафних кидків   | Кріс Пол          | «Фінікс Санз»           | 93.4%     |
| % влучань 3-очкових кидків  | Джо Гарріс        | «Бруклін Нетс»          | 47.5%     |
| Рейтинг ефективності гравця | Нікола Йокич      | «Денвер Наггетс»        | 35.9      |
| Дабл-дабли                  | Нікола Йокич      | «Денвер Наггетс»        | 60        |
| Трипл-дабли                 | Рассел Вестбрук   | «Вашингтон Візардс»     | 38        |

### Рекорди за гру
| Показник     | Гравець            | Команда                   | Результат |
| ------------ | ------------------ | ------------------------- | --------- |
| Очки         | Стефен Каррі       | «Голден-Стейт Ворріорс»   | 62        |
| Підбирання   | Енес Кантер        | «Портленд Трейл-Блейзерс» | 30        |
| Передачі     | Рассел Вестбрук    | «Вашингтон Візардс»       | 24        |
| Перехоплення | Ті Джей МакКоннелл | «Індіана Пейсерз»         | 10        |
| Блокування   | Клінт Капела       | «Атланта Гокс»            | 10        |
| Триочкові    | Стефен Каррі       | «Голден-Стейт Ворріорс»   | 11        |
| Триочкові    | Фред ВанВліт       | «Торонто Репторз»         | 11        |

### Команди-лідери за статистичними показниками
| Показник                   | Команда                 | Результат |
| -------------------------- | ----------------------- | --------- |
| Очки за гру                | «Мілвокі Бакс»          | 120.1     |
| Підбирання за гру          | «Юта Джаз»              | 48.3      |
| Передачі за гру            | «Голден-Стейт Ворріорс» | 27.7      |
| Перехоплення за гру        | «Мемфіс Ґріззліс»       | 9.1       |
| Блокування за гру          | «Індіана Пейсерз»       | 6.4       |
| Втрати за гру              | «Оклахома-Сіті Тандер»  | 16.1      |
| Порушення правил за гру    | «Вашингтон Візардс»     | 21.6      |
| % влучань з гри            | «Бруклін Нетс»          | 49.4%     |
| % влучань штрафних кидків  | «Лос-Анджелес Кліпперс» | 83.9%     |
| % влучань 3-очкових кидків | «Лос-Анджелес Кліпперс» | 41.1%     |
| +/−                        | «Юта Джаз»              | +9.3      |

## Нагороди НБА

### Щорічні нагороди
| Нагорода                                                       | Лауреат(и)                                 | Фіналісти |
| -------------------------------------------------------------- | ------------------------------------------ | --- |
| Найцінніший гравець                                            | Нікола Йокич («Денвер Наггетс»)            | Стефен Каррі («Голден-Стейт Ворріорс») Джоел Ембід («Філадельфія Севенті-Сіксерс»)                                                                                    |
| Найкращий захисний гравець                                     | Руді Гобер («Юта Джаз»)                    | Дреймонд Грін («Голден-Стейт Ворріорс») Бен Сіммонс («Філадельфія Севенті-Сіксерс»)                                                                                   |
| Новачок року                                                   | Ламело Болл («Шарлотт Горнетс»)            | Ентоні Едвардс («Міннесота Тімбервулвз») Тайріз Галібертон («Сакраменто Кінґс»)                                                                                       |
| Найкращий шостий гравець                                       | Джордан Кларксон («Юта Джаз»)              | Джо Інглс («Юта Джаз») Деррік Роуз («Нью-Йорк Нікс») |
| Найбільш прогресуючий гравець                                  | Джуліус Рендл («Нью-Йорк Нікс»)            | Джерамі Грант («Детройт Пістонс») Майкл Портер (молодший) («Денвер Наггетс»)                                                                                          |
| Тренер року                                                    | Том Тібодо («Нью-Йорк Нікс»)               | Квін Снайдер («Юта Джаз») Монті Вільямс («Фінікс Санз») |
| Менеджер року                                                  | Джеймс Джонс («Фінікс Санз»)               | Денніс Ліндсі («Юта Джаз») Шон Маркс («Бруклін Нетс») |
| Приз за спортивну поведінку                                    | Джру Голідей («Мілвокі Бакс»)              | Едріс Адебайо («Маямі Гіт») Гаррісон Барнс («Сакраменто Кінґс») Джош Окогі («Міннесота Тімбервулвз») Кемба Вокер («Бостон Селтікс») Деррік Вайт («Сан-Антоніо Сперс») |
| Нагорода Дж. Волтера Кеннеді                                   |                                            | |
| Нагорода найкращому одноклубнику імені Тваймена-Стоукса        | Дем'єн Ліллард («Портленд Трейл-Блейзерс») | Удоніс Гаслем («Маямі Гіт») Кріс Пол («Фінікс Санз») |
| Нагорода за допомогу громаді                                   | Девін Букер («Фінікс Санз»)                | |
| Лідер за соціальною справедливістю імені Каріма Абдул-Джаббара | Кармело Ентоні («Портленд Трейл-Блейзерс») | Гаррісон Барнс («Сакраменто Кінґс») Тобіас Гарріс («Філадельфія Севенті-Сіксерс») Джру Голідей («Мілвокі Бакс») Хуан Тоскано-Андерсон («Голден-Стейт Ворріорс»)       |

| - Перша збірна всіх зірок: - F Янніс Адетокумбо, «Мілвокі Бакс» - F Каві Леонард, «Лос-Анджелес Кліпперс» - C Нікола Йокич, «Денвер Наггетс» - G Стефен Каррі, «Голден-Стейт Ворріорс» - G Лука Дончич, «Даллас Маверікс» | - Друга збірна всіх зірок: - F Джуліус Рендл, «Нью-Йорк Нікс» - F Леброн Джеймс, «Лос-Анджелес Лейкерс» - C Джоел Ембід, «Філадельфія Севенті-Сіксерс» - G Дем'єн Ліллард, «Портленд Трейл-Блейзерс» - G Кріс Пол, «Фінікс Санз» | - Третя збірна всіх зірок: - F Джиммі Батлер, «Маямі Гіт» - F Пол Джордж, «Лос-Анджелес Кліпперс» - C Руді Гобер, «Юта Джаз» - G Бредлі Біл, «Вашингтон Візардс» - G Кайрі Ірвінг, «Бруклін Нетс» |

| - Перша збірна всіх зірок захисту: - F Дреймонд Грін, «Голден-Стейт Ворріорс» - F Янніс Адетокумбо, «Мілвокі Бакс» - C Руді Гобер, «Юта Джаз» - G Бен Сіммонс, «Філадельфія Севенті-Сіксерс» - G Джру Голідей, «Мілвокі Бакс» | - Друга збірна всіх зірок захисту: - F Едріс Адебайо, «Маямі Гіт» - F Каві Леонард, «Лос-Анджелес Кліпперс» - C Джоел Ембід, «Філадельфія Севенті-Сіксерс» - G Джиммі Батлер, «Маямі Гіт» - G Матісс Тайбулл, «Філадельфія Севенті-Сіксерс» |

| - Перша збірна новачків: - Ламело Болл, «Шарлотт Горнетс» - Ентоні Едвардс, «Міннесота Тімбервулвз» - Тайріз Галібертон, «Сакраменто Кінґс» - Саддік Бей, «Детройт Пістонс» - Джейшон Тейт, «Х'юстон Рокетс» | - Друга збірна новачків: - Іммануел Квіклі, «Нью-Йорк Нікс» - Десмонд Бейн, «Мемфіс Ґріззліс» - Айзея Стюарт, «Детройт Пістонс» - Айзек Окоро, «Клівленд Кавальєрс» - Патрік Вільямс, «Чикаго Буллз» |

### Гравець тижня
| Тиждень               | Східна конференція                                  | Західна конференція                              | Ref    |
| --------------------- | --------------------------------------------------- | ------------------------------------------------ | ------ |
| 22–27 грудня          | Домантас Сабоніс («Індіана Пейсерз») (1/1)          | Брендон Інграм («Нью-Орлінс Пеліканс») (1/1)     | [ 17 ] |
| 28 грудня – 3 січня   | Тобіас Гарріс («Філадельфія Севенті-Сіксерс») (1/1) | Стефен Каррі («Голден-Стейт Ворріорс») (1/2)     | [ 18 ] |
| 4–10 січня            | Джейсон Тейтум («Бостон Селтікс») (1/3)             | Лука Дончич («Даллас Маверікс») (1/3)            | [ 19 ] |
| 11–17 січня           | Кевін Дюрант («Бруклін Нетс») (1/1)                 | Дем'єн Ліллард («Портленд Трейл-Блейзерс») (1/3) | [ 20 ] |
| 18–24 січня           | Джоел Ембід («Філадельфія Севенті-Сіксерс») (1/1)   | Нікола Йокич («Денвер Наггетс») (1/3)            | [ 21 ] |
| 25–31 січня           | Джеймс Гарден («Бруклін Нетс») (1/2)                | Нікола Йокич («Денвер Наггетс») (2/3)            | [ 22 ] |
| 1–7 лютого            | Янніс Адетокумбо («Мілвокі Бакс») (1/3)             | Деарон Фокс («Сакраменто Кінґс») (1/2)           | [ 23 ] |
| 8–14 лютого           | Саддік Бей («Детройт Пістонс») (1/1)                | Девін Букер («Фінікс Санз») (1/3)                | [ 24 ] |
| 15–21 лютого          | Джеймс Гарден («Бруклін Нетс») (2/2)                | Дем'єн Ліллард («Портленд Трейл-Блейзерс») (2/3) | [ 25 ] |
| 22–28 лютого          | Янніс Адетокумбо («Мілвокі Бакс») (2/3)             | Девін Букер («Фінікс Санз») (2/3)                | [ 26 ] |
| 15–21 березня         | Янніс Адетокумбо («Мілвокі Бакс») (3/3)             | Нікола Йокич («Денвер Наггетс») (3/3)            | [ 27 ] |
| 22–28 березня         | Террі Розьє («Шарлотт Горнетс») (1/1)               | Деарон Фокс («Сакраменто Кінґс») (2/2)           | [ 28 ] |
| 29 березня – 4 квітня | Джру Голідей («Мілвокі Бакс») (1/1)                 | Лука Дончич («Даллас Маверікс») (2/3)            | [ 29 ] |
| 5–11 квітня           | Джейсон Тейтум («Бостон Селтікс») (2/3)             | Пол Джордж («Лос-Анджелес Кліпперс») (1/1)       | [ 30 ] |
| 12–18 квітня          | Джуліус Рендл («Нью-Йорк Нікс») (1/1)               | Стефен Каррі («Голден-Стейт Ворріорс») (2/2)     | [ 31 ] |
| 19–25 квітня          | Бредлі Біл («Вашингтон Візардс») (1/1)              | Лука Дончич («Даллас Маверікс») (3/3)            | [ 32 ] |
| 26 квітня – 2 травня  | Джейсон Тейтум («Бостон Селтікс») (3/3)             | Девін Букер («Фінікс Санз») (3/3)                | [ 33 ] |
| 3–9 травня            | Рассел Вестбрук («Вашингтон Візардс») (1/1)         | Боян Богданович («Юта Джаз») (1/1)               | [ 34 ] |
| 10–16 травня          | Трей Янг («Атланта Гокс») (1/1)                     | Дем'єн Ліллард («Портленд Трейл-Блейзерс») (3/3) | [ 35 ] |

### Гравець місяця
| Місяць         | Східна конференція                                | Західна конференція                          | Ref    |
| -------------- | ------------------------------------------------- | -------------------------------------------- | ------ |
| грудень/січень | Джоел Ембід («Філадельфія Севенті-Сіксерс») (1/1) | Нікола Йокич («Денвер Наггетс») (1/2)        | [ 36 ] |
| лютий          | Джеймс Гарден («Бруклін Нетс») (1/2)              | Девін Букер («Фінікс Санз») (1/1)            | [ 37 ] |
| березень       | Джеймс Гарден («Бруклін Нетс») (2/2)              | Нікола Йокич («Денвер Наггетс») (2/2)        | [ 38 ] |
| квітень        | Джуліус Рендл («Нью-Йорк Нікс») (1/1)             | Стефен Каррі («Голден-Стейт Ворріорс») (1/2) | [ 39 ] |
| травень        | Рассел Вестбрук («Вашингтон Візардс») (1/1)       | Стефен Каррі («Голден-Стейт Ворріорс») (2/2) | [ 40 ] |

### Новачок місяця
| Місяць         | Східна конференція                       | Західна конференція                             | Ref    |
| -------------- | ---------------------------------------- | ----------------------------------------------- | ------ |
| грудень/січень | Ламело Болл («Шарлотт Горнетс») (1/3)    | Тайріз Галібертон («Сакраменто Кінґс») (1/2)    | [ 41 ] |
| лютий          | Ламело Болл («Шарлотт Горнетс») (2/3)    | Тайріз Галібертон («Сакраменто Кінґс») (2/2)    | [ 42 ] |
| березень       | Ламело Болл («Шарлотт Горнетс») (3/3)    | Ентоні Едвардс («Міннесота Тімбервулвз») (1/3)  | [ 43 ] |
| квітень        | Малакай Флінн («Торонто Репторз») (1/1)  | Anthony Edwards («Міннесота Тімбервулвз») (2/3) | [ 44 ] |
| травень        | Ар Джей Гемптон («Орландо Меджик») (1/1) | Anthony Edwards («Міннесота Тімбервулвз») (3/3) | [ 40 ] |

### Тренер місяця
| Місяць         | Східна конференція                               | Західна конференція                            | Ref    |
| -------------- | ------------------------------------------------ | ---------------------------------------------- | ------ |
| грудень/січень | Док Ріверс («Філадельфія Севенті-Сіксерс») (1/1) | Квін Снайдер («Юта Джаз») (1/2)                | [ 45 ] |
| лютий          | Стів Неш («Бруклін Нетс») (1/1)                  | Квін Снайдер («Юта Джаз») (2/2)                | [ 46 ] |
| березень       | Нейт Макміллан («Атланта Гокс») (1/1)            | Монті Вільямс («Фінікс Санз») (1/1)            | [ 47 ] |
| квітень        | Скотт Брукс («Вашингтон Візардс») (1/1)          | Майкл Мелоун («Денвер Наггетс») (1/1)          | [ 48 ] |
| травень        | Том Тібодо («Нью-Йорк Нікс») (1/1)               | Террі Стоттс («Портленд Трейл-Блейзерс») (1/1) | [ 40 ] |